# To Be Free (华晨宇歌曲)
To Be Free是电影《勇士之门》宣传曲，演唱者华晨宇，于2016年8月3日发行，该曲被收录在专辑《H》中。

## 创作者
以下内容整理自虾米音乐
所属专辑：H
作词：尹约
作曲：华晨宇
编曲：郑楠
厂牌：天娱传媒

## MV发布
2016年8月9日，华晨宇演唱的《勇士之门》宣传曲《To Be Free》曝光。